# Кормонс
Кормонс (фyрлански језик и итал. Cormons, cлoв. Krmin нем. Kremaun) је крaшкo насеље и oпштинa у ceвeрoистoчнoj Италији у округу Горица, y aутoнoмнoм ҏегиону Фурланија-Јулијска крајина.

## Становништво
Према процени из 2011. у насељу је живело 5795 становника.
| 1936. | 1951. | 1961. | 1971. | 1981. | 1991. | 2001. | 2011. |
| ----- | ----- | ----- | ----- | ----- | ----- | ----- | ----- |
| 7.327 | 7.927 | 7.766 | 7.631 | 7.835 | 7.553 | 7.449 | 7.543 |

## Партнерски градови
- Friesach
- Токај

## Гeoгрaфијa
Opština se na površin od 34,6 km² nalazi na severnom rubu Goričkog krasa, a samo naselje leži ispod 274 m n/v visokog brda Kvarin (Quarin, Krminska gora). To furlansko naselje se razvilo na putu i železnici Gorica - Udine (Videm) udaljeno oko 3 kilometra od granice sa Slovenijom, 10 km od Gorice i 40 km od Trsta, središta regije te 25 km od Udina, središta Furlanije.
Pored Koronsa veća opštinska naseja su Bornjano (ital. Borgnano, furl. Borgnan, slov. Bornjan) sa 481 stanovnikom i Bracano (ital. Brazzano, furl. Breçan, slov. Bračan) sa 577 stanovnika. ostala sela i zaseoci su: Angoris, Cegla (ital. furl. Zegla, slov. Ceglo - malogranični prelaz), Đasiko (ital. Giassico, furl. (Insicin slov. Jasih), Monte (furl. Mont), Montičelo di Kormons (ital. Monticello di Cormons, furl. Montisel), Novali (ital. furl. Novali, slov. Novalje), Plesiva (ital. Plessiva, furl. Plessive, slov. Plešivo), Pradis (ital. furl.Pradis, slov. Pradež), San Kvirino (ital. San Quirino, furl. San Quarin, slov. Krminska gora),.Subida (ital. slov. Subida, furl. la Subide), Vilaorba (ital. Villaorba, furl. Vilevuarbe).